# الزندورف
الزندورف (به آلمانی: Elsendorf) یک شهر در آلمان است که در Kelheim واقع شده‌است.